# ハイパーハードボイルドグルメリポート
『ハイパーハードボイルドグルメリポート』は、テレビ東京系列で2017年から不定期特番として放送しているドキュメンタリー番組・グルメ番組。プライムタイムでの放送および放送時間を拡大する場合は『ウルトラハイパーハードボイルドグルメリポート』と題される。

## 番組概要
「食べる＝生きる」をコンセプトに、ギャング・兵士・難民・出所者・貧困層などの世界各地の危険な場所・危険な仕事をして生きる人物のもとへディレクターが赴いて密着取材を行い、彼らがどんな食事をして生きているかを伝える番組。
ドキュメンタリータッチながらもあくまでも「グルメ番組」を謳っている。
MCの小籔千豊は密着取材のVTRをスタジオで鑑賞、コメントする。
2017年10月3日・10月10日に2週連続特番として『ハイパー ハードボイルド グルメリポート 〜ヤバい世界のヤバい奴らのヤバい飯〜』というタイトルで放送され、以降は不定期で放送されている。
第6回にあたる2019年7月15日放送分が第57回ギャラクシー賞・テレビ部門で優秀賞を受賞した。
番組はテレビ東京公式サービスである「ネットもテレ東」をはじめ、TVer、Paravi、Netflix、Huluなどの外部サービスでも過去作を配信しているほか、テレビ東京公式YouTubeチャンネルではスピンオフ企画の配信も行っている（外部リンクを参照）。
2021年4月からストリーミングサービスSpotify上で、新録した音声のみの番組である『ハイパー ハードボイルド グルメリポート no vision』の配信を開始した。テレビ版では「食事」を通して人の生活や考えを映しているのに対し、音声版では食事を共にしながらインタビューする形になっている。Spotify音声版はPodcastの番組を対象としたコンペティションである「JAPAN PODCAST AWARDS」にて2021年度の大賞とベストエンタメ賞を受賞した。

## 受賞
ギャラクシー賞
- 第55回（2017年度）テレビ部門奨励賞[6]
- 第57回（2019年度）テレビ部門優秀賞[3][7]

JAPAN PODCAST AWARDS
- 第3回（2021年度）大賞、ベストエンタメ賞[5][8]

## 出演者
MC
- 小籔千豊

ゲスト
- 有吉弘行（第6回・第7回）
- 真鍋昌平（第6回）副音声のみの出演。

## 放送内容
| 回     | 番組名                                                                      | 放送日時               | 取材地                     | リポートタイトル                                               | 密着した人物                                    |
| 2017年 | 2017年                                                                      | 2017年                 | 2017年                     | 2017年                                                         | 2017年                                          |
| ------ | --------------------------------------------------------------------------- | ---------------------- | -------------------------- | -------------------------------------------------------------- | ----------------------------------------------- |
| 1      | ハイパー ハードボイルド グルメリポート 〜ヤバい世界のヤバい奴らのヤバい飯〜 | 10月4日 0:12 - 1:00    | リベリア                   | 日本の支援物資 横流し飯                                        | 夫がエボラ出血熱で死んでしまった女性            |
| 1      | ハイパー ハードボイルド グルメリポート 〜ヤバい世界のヤバい奴らのヤバい飯〜 | 10月4日 0:12 - 1:00    | リベリア                   | エボラ生存者飯                                                 | エボラ出血熱の生存者                            |
| 1      | ハイパー ハードボイルド グルメリポート 〜ヤバい世界のヤバい奴らのヤバい飯〜 | 10月4日 0:12 - 1:00    | リベリア                   | 元少女兵の娼婦飯 闇食堂の暗闇定食                              | 墓地で暮らす元少年兵、娼婦として働く元少女兵    |
| 1      | ハイパー ハードボイルド グルメリポート 〜ヤバい世界のヤバい奴らのヤバい飯〜 | 10月4日 0:12 - 1:00    | 台湾                       | 台湾マフィア 組長たちの宴会飯                                  | マフィアの組長                                  |
| 2      | ハイパー ハードボイルド グルメリポート 〜ヤバい世界のヤバい奴らのヤバい飯〜 | 10月11日 0:12 - 1:00   | アメリカ・ロサンゼルス     | ギャングのワイルドおやつ                                       | メキシコ系ギャング                              |
| 2      | ハイパー ハードボイルド グルメリポート 〜ヤバい世界のヤバい奴らのヤバい飯〜 | 10月11日 0:12 - 1:00   | アメリカ・ロサンゼルス     | ギャングの帰れぬ故郷飯                                         | メキシコ系ギャング                              |
| 2      | ハイパー ハードボイルド グルメリポート 〜ヤバい世界のヤバい奴らのヤバい飯〜 | 10月11日 0:12 - 1:00   | アメリカ・ロサンゼルス     | ギャングが作る"ギャングバーガー"                               | 黒人系ギャング                                  |
| 2      | ハイパー ハードボイルド グルメリポート 〜ヤバい世界のヤバい奴らのヤバい飯〜 | 10月11日 0:12 - 1:00   | アメリカ・ロサンゼルス     | ギャング安らぐお袋の味                                         | 黒人系ギャング                                  |
| 2      | ハイパー ハードボイルド グルメリポート 〜ヤバい世界のヤバい奴らのヤバい飯〜 | 10月11日 0:12 - 1:00   | アメリカ・ロサンゼルス     | 別居妻の届かぬ手料理                                           | 黒人系ギャング                                  |
| 2018年 |                                                                             |                        |                            |                                                                |                                                 |
| 3      | ハイパー ハードボイルド グルメリポート ロシア シベリア・カルト教団飯        | 4月10日 0:12 - 1:00    | ロシア・ウラジオストク     | 北朝鮮国営レストラン                                           | 北朝鮮の店員                                    |
| 3      | ハイパー ハードボイルド グルメリポート ロシア シベリア・カルト教団飯        | 4月10日 0:12 - 1:00    | ロシア・ウラジオストク     | ドラッグ溜まり場飯                                             | 貧民街でドラックを取引している人たち            |
| 3      | ハイパー ハードボイルド グルメリポート ロシア シベリア・カルト教団飯        | 4月10日 0:12 - 1:00    | ロシア・ウラジオストク     | 懲役38年の罪と飯                                               | 防空壕で暮らす人たち                            |
| 3      | ハイパー ハードボイルド グルメリポート ロシア シベリア・カルト教団飯        | 4月10日 0:12 - 1:00    | ロシア・シベリア           | 信者の村のカルト飯                                             | カルト教団の村で生まれ育った少年                |
| 3      | ハイパー ハードボイルド グルメリポート ロシア シベリア・カルト教団飯        | 4月10日 0:12 - 1:00    | ロシア・シベリア           | カルトの民宿のめちゃうまヘルシーモーニング                     | カルト教団が運営する民宿                        |
| 3      | ハイパー ハードボイルド グルメリポート ロシア シベリア・カルト教団飯        | 4月10日 0:12 - 1:00    | ロシア・シベリア           | 帰ってきた子ども信者飯                                         | 信者の子どもと母親                              |
| 4      | ハイパー ハードボイルド グルメリポート 足止め不法難民飯                     | 4月17日 0:27 - 1:15    | ブルガリア                 | 国を守るぞ自警飯                                               | 不法難民を取り締まる自警団                      |
| 4      | ハイパー ハードボイルド グルメリポート 足止め不法難民飯                     | 4月17日 0:27 - 1:15    | セルビア                   | 国境はじき返されバーガー                                       | クロアチアから戻ってきたという難民              |
| 4      | ハイパー ハードボイルド グルメリポート 足止め不法難民飯                     | 4月17日 0:27 - 1:15    | セルビア                   | アジトの難民ブランチ                                           | アフガニスタンからやってきた難民                |
| 4      | ハイパー ハードボイルド グルメリポート 足止め不法難民飯                     | 4月17日 0:27 - 1:15    | セルビア                   | 足止め不法難民飯                                               | パキスタン出身の少年（16歳）                    |
| 4      | ハイパー ハードボイルド グルメリポート 足止め不法難民飯                     | 4月17日 0:27 - 1:15    | セルビア                   | 16歳のGAME飯                                                   | パキスタン出身の少年（16歳）                    |
| 5      | ハイパーハードボイルドグルメリポート                                        | 7月17日 0:27 - 1:15    | アメリカ・ロサンゼルス     | 獄中濡れブリトー                                               | 元受刑者の27歳の現役ギャング                    |
| 5      | ハイパーハードボイルドグルメリポート                                        | 7月17日 0:27 - 1:15    | アメリカ・ロサンゼルス     | 2〜3年ぶりのブリトー                                           | 出所したホームレスの男性（62歳）                |
| 5      | ハイパーハードボイルドグルメリポート                                        | 7月17日 0:27 - 1:15    | ネパール                   | 日替わり火葬後カレー                                           | 火葬師                                          |
| 5      | ハイパーハードボイルドグルメリポート                                        | 7月17日 0:27 - 1:15    | ネパール                   | 物乞い家族飯                                                   | 元火葬用薪売りの物乞い親子                      |
| 2019年 |                                                                             |                        |                            |                                                                |                                                 |
| 6      | ウルトラハイパーハードボイルドグルメリポート                                | 7月15日 21:00 - 22:48  | ケニア・ナイロビ           | ゴミ山スカベンジャー飯                                         | ゴミ山で暮らす若者たち                          |
| 6      | ウルトラハイパーハードボイルドグルメリポート                                | 7月15日 21:00 - 22:48  | ボリビア                   | 人食い鉱山飯                                                   | 炭鉱で働く人々                                  |
| 6      | ウルトラハイパーハードボイルドグルメリポート                                | 7月15日 21:00 - 22:48  | ブルガリア                 | 密漁キャビア飯                                                 | チョウザメの密漁で生活する漁師                  |
| 7      | ウルトラハイパーハードボイルドグルメリポート                                | 10月14日 22:00 - 23:24 | ギリシャ                   | 難民漂着飯＆トルコ 密航斡旋飯 リポート1 3時間待ち行列難民飯    | 難民キャンプのトルコ人                          |
| 7      | ウルトラハイパーハードボイルドグルメリポート                                | 10月14日 22:00 - 23:24 | ギリシャ                   | 難民漂着飯＆トルコ 密航斡旋飯 リポート2 漂流後一発飯           | 到着したばかりのアフガニスタン出身の難民        |
| 7      | ウルトラハイパーハードボイルドグルメリポート                                | 10月14日 22:00 - 23:24 | ギリシャ                   | 難民漂着飯＆トルコ 密航斡旋飯 リポート3 密航ブローカートースト | 難民専門の密航ブローカー                        |
| 7      | ウルトラハイパーハードボイルドグルメリポート                                | 10月14日 22:00 - 23:24 | 香港                       | 激動デモ過激派飯 リポート4 出稼ぎフィリピン家政婦飯            | 出稼ぎフィリピン人家政婦                        |
| 7      | ウルトラハイパーハードボイルドグルメリポート                                | 10月14日 22:00 - 23:24 | 香港                       | 激動デモ過激派飯 リポート5 デモ裏側飯                          | 生活保護生活者（77歳）                          |
| 7      | ウルトラハイパーハードボイルドグルメリポート                                | 10月14日 22:00 - 23:24 | 香港                       | 激動デモ過激派飯 リポート6 過激派チキンライス                  | 2019年-2020年香港民主化デモに参加している会社員 |
| 2020年 |                                                                             |                        |                            |                                                                |                                                 |
| 8      | ハイパーハードボイルドグルメリポート                                        | 4月2日 0:12 - 0:58     | フィリピン                 | 短命炭焼汚染村飯                                               | 「炭焼き村」で暮らす少年（14歳）                |
| 8      | ハイパーハードボイルドグルメリポート                                        | 4月2日 0:12 - 0:58     | フィリピン                 | 短命炭焼汚染村飯                                               | ファストフード店の残飯を集める子どもたち        |
| 9      | ハイパーハードボイルドグルメリポート                                        | 12月30日 1:35 - 2:20   | アメリカ・ノースカロライナ | 白人至上主義組織 KKKは何を食う？                               | クー・クラックス・クラン                        |
| 9      | ハイパーハードボイルドグルメリポート                                        | 12月30日 1:35 - 2:20   | アメリカ・テキサス         | 黒人武装解放組織 新ブラックパンサー党は何を食う？              | 新ブラックパンサー党                            |

### ネット配信
番外編 小籔千豊×上出P 対談「今のテレビをどう思う？」（配信時間7分、配信終了2022年10月31日）
- Tver、ネットもテレ東で配信。
- 2020年4月2日放送「フィリピン・寿命縮まる炭焼き村飯」の収録後におこなった対談。
- Paraviで配信する本編の告知に使用された。

## スピンオフ企画

### 生闇鍋
『ハイパー ハードボイルド グルメリポート 生闇鍋』
テレビ東京のオンラインイベントで有料配信。ホストとゲストが持ち寄った材料でつくる闇鍋を挟んで対談する企画。
ホスト：上出遼平(テレビ東京)
会場：Studio Mixa（スタジオミクサ）
| 弾     | タイトル | イベント                       | 配信開始 | ゲスト                               | 備考 |
| 2020年 | 2020年   | 2020年                         | 2020年   | 2020年                               | 2020年                                                                                                  |
| ------ | -------- | ------------------------------ | -------- | ------------------------------------ | --- |
| 1      | 半グレ鍋 | 『テレ東無観客フェス2020』     | 7月3日   | 汪楠（ワンナン：怒羅権創設メンバー） | 2021年8月18日・25日に『ハイパー ハードボイルド グルメリポート no vision』で再編集版（音声のみ）を配信。 |
| 2      | 依存鍋   | 『テレ東ほぼほぼ無観客フェス』 | 11月24日 | まんきつ(漫画家)                     | |
| 2      | 依存鍋   | 『テレ東ほぼほぼ無観客フェス』 | 11月24日 | 高知東生（俳優）                     | |

### Spotify 音声版
『ハイパー ハードボイルド グルメリポート no vision』
作成者：ウラトウ（テレビ東京）
| 2021年             | 2021年               | 2021年   | 2021年 | 2021年             | 2021年 | 2021年        |
| 回                 | リポートタイトル     | 配信開始 | 取材相手 | 取材ディレクター   | 取材場所 | 時間（分:秒） |
| ------------------ | -------------------- | -------- | --- | ------------------ | --- | ------------- |
| #00                | トレーラー           | 4月22日  | （番組紹介） | （番組紹介）       | （番組紹介） | 2:59          |
| #01                | 右翼左翼の飯         | 4月29日  | 某右翼団体議長の男性（75歳）                                                                                     | 上出遼平、神林直人 | 某ファミリーレストラン                                                                                             | 19:41         |
| #02                | 右翼左翼の飯         | 5月5日   | 某右翼団体議長の男性（75歳）                                                                                     | 上出遼平、神林直人 | 某ファミリーレストラン                                                                                             | 19:52         |
| #03                | 右翼左翼の飯         | 5月12日  | 某右翼団体議長の男性（75歳）                                                                                     | 上出遼平、神林直人 | 某ファミリーレストラン 三平ストア浅草店（議長の思い出飯「海鮮ちらし」※ディレクターが単独で食事）                   | 18:18         |
| #04                | 右翼左翼の飯         | 5月19日  | 左翼団体のデモに参加した男性（26歳）                                                                             | 上出遼平、神林直人 | 某イタリア料理店                                                                                                   | 24:17         |
| #05                | 性風俗嬢の飯         | 5月26日  | 新大久保の某性風俗店No.1風俗嬢（24歳）                                                                           | 神林直人           | 某ビジネスホテル                                                                                                   | 20:05         |
| #06                | 性風俗嬢の飯         | 6月2日   | 新大久保の某性風俗店No.1風俗嬢（24歳）                                                                           | 神林直人           | 某ファミリーレストラン                                                                                             | 18:56         |
| #07                | 命の番人の飯         | 6月9日   | 福井県東尋坊の"命の番人"男性（77歳）                                                                             | 木下大揮           | 巡回パトロール | 25:14         |
| #08                | 命の番人の飯         | 6月16日  | 福井県東尋坊の"命の番人"男性（77歳）                                                                             | 木下大揮           | 巡回パトロール 某お好み焼き屋                                                                                      | 24:43         |
| #09                | パパラッチの飯       | 6月23日  | パパラッチ30年目の男性（52歳）                                                                                   | 上出遼平           | 張り込み取材中の自動車車内                                                                                         | 30:23         |
| #10                | パパラッチの飯       | 6月30日  | パパラッチ30年目の男性（52歳）                                                                                   | 上出遼平           | 都内でのネタ探し 休憩中の自動車車内（松屋「ビーフカレギュウ」）                                                    | 25:15         |
| #11                | 障害者専門風俗嬢の飯 | 7月7日   | 川崎の某障害者専門性風俗店オーナー男性                                                                           | 木下大揮           | 某喫茶店 | 22:39         |
| #11                | 障害者専門風俗嬢の飯 | 7月7日   | 川崎の某障害者専門性風俗店風俗嬢（40代？）                                                                       | 木下大揮           | 某貸し会議室（ファーストキッチン テイクアウト）                                                                    | 22:39         |
| #12                | 障害者専門風俗嬢の飯 | 7月14日  | 川崎の某障害者専門性風俗店風俗嬢（40代？）                                                                       | 木下大揮           | 某貸し会議室（ファーストキッチン テイクアウト）                                                                    | 23:13         |
| #13                | 特殊清掃の飯         | 7月21日  | 特殊清掃業7年目の男性リーダー（28歳）                                                                            | 木下大揮           | 清掃作業現場(神奈川県)への同行                                                                                     | 24:13         |
| #14                | 特殊清掃の飯         | 7月28日  | 遺族 | 木下大揮           | 清掃作業現場(神奈川県)                                                                                             | 24:46         |
| #14                | 特殊清掃の飯         | 7月28日  | 特殊清掃業7年目の男性リーダー（28歳）                                                                            | 木下大揮           | 清掃作業後の同行 平和島の運送業者向け某定食屋「焼肉定食」                                                          | 24:46         |
| No vision spin off | 半グレ鍋             | 8月18日  | 汪楠（ワンナン：怒羅権創設メンバー）                                                                             | 上出遼平           | Studio Mixa（スタジオミクサ）「闇鍋」 ※『ハイパーハードボイルドグルメリポート生闇鍋第1弾』の再編集版（音声のみ）。 | 40:43         |
| No vision spin off | 半グレ鍋             | 8月25日  | 汪楠（ワンナン：怒羅権創設メンバー）                                                                             | 上出遼平           | Studio Mixa（スタジオミクサ）「闇鍋」 ※『ハイパーハードボイルドグルメリポート生闇鍋第1弾』の再編集版（音声のみ）。 | 39:51         |
| #15                | 安楽死飯             | 9月1日   | 1か月後にスイスで安楽死する予定の女性（30歳？）                                                                  | 上出遼平           | 九州にある某病院併設のカフェ「ミル・クレープ」                                                                     | 38:15         |
| #16                | 安楽死飯             | 9月8日   | 1か月後にスイスで安楽死する予定の女性（30歳？）                                                                  | 上出遼平           | 九州にある某病院併設のカフェ 別階の休憩スペース                                                                    | 35:19         |
| #17                | 福島飯               | 9月15日  | 福島第一原子力発電所事故後の避難指示（半径20km圏内）に従わず2017年の解除までたった一人で生活し続けた男性（62歳） | 木下大揮           | 福島県富岡町にある男性宅＆街中ドライブ                                                                             | 29:59         |
| #18                | 福島飯               | 9月22日  | 福島第一原子力発電所事故後の避難指示（半径20km圏内）に従わず2017年の解除までたった一人で生活し続けた男性（62歳） | 木下大揮           | 近隣河川での鮎釣り 男性宅で調理「鮎やピーマンの天ぷら」                                                            | 28:03         |
| #19                | イルカ漁飯           | 9月29日  | イルカ漁反対の活動に参加している住民男性（55歳）                                                                 | 渡邊永人           | 和歌山県太地町のイルカ漁に反対している住民男性宅「バナナ」                                                         | 33:22         |
| #20                | イルカ漁飯           | 10月6日  | イルカ漁反対の活動に東京から参加している子ども（11歳）とヴィーガンの母親                                         | 渡邊永人           | 某中華料理店「麻婆豆腐（ヴィーガン仕様）」「ビール」「ねぎラーメン」                                               | 31:01         |
| #20                | イルカ漁飯           | 10月6日  | イルカ漁解禁日に警戒中の私服警察官                                                                               | 渡邊永人           | 太地町の港付近 道の駅たいじ（「イルカのすき焼き」※ディレクターが単独でメニューのみ紹介）                           | 31:01         |
| #20                | イルカ漁飯           | 10月6日  | 伊東市で2004年まで行われていたイルカ漁を懐かしんで漁の様子を撮影しに来ていた元漁師の男性（73歳）                 | 渡邊永人           | 太地町の港付近 道の駅たいじ（「イルカのすき焼き」※ディレクターが単独でメニューのみ紹介）                           | 31:01         |
| #20                | イルカ漁飯           | 10月6日  | 太地町漁業協同組合・太地いさな組合組合長の男性                                                                   | 渡邊永人           | 太地町の港付近 道の駅たいじ（「イルカのすき焼き」※ディレクターが単独でメニューのみ紹介）                           | 31:01         |
| #21                | 私立探偵飯           | 10月13日 | 千葉県に在る探偵事務所代表の男性（48歳）と女性調査員                                                             | 中村元紀           | 千葉県県内での浮気調査の同行（3日間）                                                                              | 33:28         |
| #22                | 私立探偵飯           | 10月20日 | 千葉県に在る探偵事務所代表の男性（48歳）                                                                         | 中村元紀           | 都内での浮気調査の同行 調査後の自動車車内（持ち帰り「ロースカツカレー」）                                          | 30:03         |
| #23                | 元受刑者飯           | 10月27日 | 受刑者や元受刑者の社会復帰を支援する元受刑者でNPO代表の男性（57歳）                                              | 阿部梨花           | 支援活動に同行（東京拘置所、自動車車内）                                                                           | 24:06         |
| #24                | 元受刑者飯           | 11月3日  | 受刑者や元受刑者の社会復帰を支援する元受刑者でNPO代表の男性（57歳）                                              | 阿部梨花           | 東京地方裁判所での裁判出廷（情状証人）に同行 某中華料理店「餡掛け揚げワンタン」「炒飯」 NPO事務所                  | 31:11         |
| 未配信             | 未配信               | 未配信   | 群馬県高崎市の暴走族                                                                                             | -                  | - | -             |

| 2022年 | 2022年                 | 2022年   | 2022年 | 2022年           | 2022年                                                                                       | 2022年        |
| 回     | リポートタイトル       | 配信開始 | 取材相手 | 取材ディレクター | 取材場所                                                                                     | 時間（分:秒） |
| ------ | ---------------------- | -------- | --- | ---------------- | -------------------------------------------------------------------------------------------- | ------------- |
| #25    | 革命家飯               | 3月21日  | 革命的共産主義者同盟全国委員会幹部の男性（45歳）                                                                  | 上出遼平         | 杉並区にある某カフェ「ホットコーヒー」                                                       | 25:23         |
| #25    | 革命家飯               | 3月21日  | 前進社で専従する男性幹部（35歳）                                                                                  | 上出遼平         | 前進社内の見学                                                                               | 25:23         |
| #26    | 革命家飯               | 3月28日  | 前進社で専従する男性幹部（35歳）他                                                                                | 上出遼平         | 前進社食堂「年越し蕎麦」                                                                     | 31:22         |
| #26    | 革命家飯               | 3月28日  | 前進社で専従する男性幹部（35歳）他                                                                                | 上出遼平         | 前進社学生部屋「缶ビール」「冷凍からあげ」「ポテトチップス」                                 | 31:22         |
| #27    | 革命家飯               | 4月4日   | 前進社で専従する男性幹部（35歳）他                                                                                | 上出遼平         | 前進社学生部屋                                                                               | 29:15         |
| #27    | 革命家飯               | 4月4日   | 前進社で専従する男性幹部（35歳）他                                                                                | 上出遼平         | 前進社大浴場、屋上                                                                           | 29:15         |
| #28    | 地下芸人飯             | 4月11日  | ヘヴリスギョン岩月（51歳）                                                                                        | 木下大揮         | 大久保駅近辺 自宅アパート「缶コーヒー」                                                      | 23:29         |
| #29    | 地下芸人飯             | 4月18日  | ヘヴリスギョン岩月（51歳）                                                                                        | 木下大揮         | 大久保駅近くの某居酒屋「酒類」「からあげ」「はまぐり」など                                   | 24:34         |
| #30    | 障害者格闘技飯         | 4月25日  | 障害者格闘技『焔』主宰の男性（47歳） トレーナーの男性 他                                                          | 阿部梨花         | 大会前日の練習会場（練馬区立総合体育館）                                                     | 26:42         |
| #30    | 障害者格闘技飯         | 4月25日  | 障害者格闘技『焔』主宰の男性（47歳） 岩手県盛岡市から試合を見に来た女性 他                                        | 阿部梨花         | 練馬区厚生文化会館での追悼大会開始前                                                         | 26:42         |
| #31    | 障害者格闘技飯         | 5月2日   | 亡くなった所属選手の家族                                                                                          | 阿部梨花         | 練馬区厚生文化会館での追悼大会                                                               | 36:53         |
| #31    | 障害者格闘技飯         | 5月2日   | 障害者格闘技『焔』主宰の男性（47歳）                                                                              | 阿部梨花         | 豊島園駅近くの某韓国料理店「チーズトッポギ」「キムチチヂミ」                                 | 36:53         |
| #32    | ギャングスタラッパー飯 | 5月9日   | 団地の住人 元ギャングでブラジル日系四世のラッパー男性（24歳）                                                     | 上出遼平         | 保見団地内の路上                                                                             | 35:30         |
| #33    | ギャングスタラッパー飯 | 5月16日  | 元ギャングでブラジル日系四世のラッパー男性（24歳）                                                                | 上出遼平         | 保見団地内の路上や某スーパー 移動のレンタカー車内 豊田市駅近くの某レストラン「ひれステーキ」 | 35:03         |
| #34    | 広島のばっちゃん飯     | 5月23日  | 40年以上前から非行少年たちに食事の提供を続ける女性（87歳） 基町の家を小学校3年生の時から利用している男性（26歳）  | 木下大揮         | 市営基町高層アパートにある基町の家「牛すじカレー」                                           | 30:06         |
| #35    | 広島のばっちゃん飯     | 5月30日  | 40年以上前から非行少年たちに食事の提供を続ける女性（87歳）                                                        | 木下大揮         | 市営基町高層アパートにある基町の家「炒飯」「かけうどん」                                     | 27:36         |
| #36    | 脱北飯                 | 6月6日   | 20年程前に脱北した女性（81歳）                                                                                    | 上出遼平         | 八尾駅から自宅までの道 八尾市内にある自宅アパート                                            | 36:40         |
| #37    | 脱北飯                 | 6月13日  | 20年程前に脱北した女性（81歳）                                                                                    | 上出遼平         | 八尾市内にある自宅アパート                                                                   | 32:58         |
| #38    | 脱北飯                 | 6月20日  | 20年程前に脱北した女性（81歳）                                                                                    | 上出遼平         | 八尾市内にある自宅アパート「バターロールパン」「カップヌードルミニ」「青汁」「パイナップル」 | 29:17         |
| #39    | 路上生活飯             | 6月27日  | 橋の下にある居場所で本を読んでいた男性（53歳）                                                                    | 木下大揮         | 大田区の多摩川河川敷「おにぎり（赤飯）」                                                     | 40:01         |
| #39    | 路上生活飯             | 6月27日  | ビニールシートの上でくつろいでいた男性（70歳）                                                                    | 木下大揮         | 渋谷区にある道路の高架下「おにぎり（鮭）」                                                   | 40:01         |
| #39    | 路上生活飯             | 6月27日  | ベンチに座っていた男性（55歳）                                                                                    | 木下大揮         | 上野公園「炊き出しでもらった食品類」「おにぎり（明太子）」                                   | 40:01         |
| #40    | 竜友会飯               | 7月4日   | 山口組系団体で組長だったソフトボールチーム竜友会の監督（71歳） 元暴力団員だったソフトボールチーム竜友会の選手たち | 木下大揮         | 柴又帝釈天近く江戸川河川敷にある野球場 移動の車中 某喫茶店「ハンバーグとハムカツの定食」     | 31:03         |
| #41    | 竜友会飯               | 7月11日  | 山口組系団体で組長だったソフトボールチーム竜友会の監督（71歳）                                                    | 木下大揮         | 監督の自宅マンション「監督手製の焼きそばとご飯」                                             | 24:55         |
| #42    | 靴磨き飯               | 7月18日  | 60年近く靴磨きを続ける女性（91歳） 利用客の男性など                                                               | 中村梨奈         | 新橋駅近くの歩道脇 日暮里駅近くの某レストラン「アイスコーヒー」「フルーツサンド」            | 35:42         |
| #43    | ヒッピー飯             | 7月25日  | 獏原人村で生活している男性（72歳）                                                                                | 上出遼平         | 福島県川内村にあるヒッピーコミューン獏原人村                                                 | 40:16         |
| #44    | ヒッピー飯             | 8月1日   | 獏原人村で生活している男性（72歳）と妻                                                                            | 上出遼平         | 獏原人村にある夫妻の生活スペース「自家製の蕎麦」                                             | 36:43         |
| #45    | デスマスク飯           | 8月8日   | デスマスク職人の男性（68歳）                                                                                      | 木下大揮         | 某カフェ「アイスコーヒー」                                                                   | 30:08         |
| #45    | デスマスク飯           | 8月8日   | デスマスク職人の男性（68歳） 死亡した少年の母親                                                                   | 木下大揮         | 新型コロナ感染症で死亡した少年が安置されている葬儀社                                         | 30:08         |
| #46    | デスマスク飯           | 8月15日  | デスマスク職人の男性（68歳） 配偶者のデスマスクを依頼した女性と娘                                                 | 木下大揮         | 配偶者のデスマスクを依頼した女性の自宅                                                       | 37:02         |
| #46    | デスマスク飯           | 8月15日  | デスマスク職人の男性（68歳）                                                                                      | 木下大揮         | 幕張にある某和食系レストラン「霜降り牛肉のしゃぶしゃぶ」                                     | 37:02         |
| #46    | デスマスク飯           | 8月15日  | デスマスク職人の男性（68歳） 完成した新型コロナ感染症で死亡した少年のデスマスクを受け取りに来た家族               | 木下大揮         | 某レストラン「アイスコーヒー」                                                               | 37:02         |
| #47    | 全盲弁護士飯           | 8月22日  | 全盲の男性弁護士（45歳）                                                                                          | 阿部梨花         | 目黒駅近くにある弁護士事務所「全盲の妻が作った玄米おにぎり（梅）」                           | 36:16         |
| #47    | 全盲弁護士飯           | 8月22日  | 全盲の男性弁護士（45歳） 離婚の相談で来所した女性                                                                 | 阿部梨花         | 目黒駅近くにある弁護士事務所                                                                 | 36:16         |
| #47    | 全盲弁護士飯           | 8月22日  | 全盲の男性弁護士（45歳）                                                                                          | 阿部梨花         | 目黒駅近くにある某和食店                                                                     | 36:16         |
| #48    | 全盲弁護士飯           | 8月29日  | 全盲の男性弁護士（45歳）                                                                                          | 阿部梨花         | 目黒駅近くにある某和食店「特上寿司」                                                         | 37:16         |

#### スタッフ
［制作］
- プロデューサー：木下大揮
- ディレクター：（配信リスト参照）
- アシスタント：阿部梨花（#1-#22,#25-#29,#32-#46）
- リサーチ：岩淵史朗（#01-#04）、工藤渉、BUCHI（#05-#48）
- ミックス：武藤陽平
- 音楽：Oliver Born（ジングル、エンディング）、Bucket Drummer MASA（アヴァン、挿入曲）
- 構成：廿楽大輔
- 協力：Hearts

［製作］
- プロデューサー：井上陽介、後藤達哉（#01-#29）
- 配信協力：池田貴史（#01-#29）
- 編成：小林昌平（#07-#48）
- 企画演出：上出遼平
- 制作著作：テレビ東京

## 書籍
- 『ハイパーハードボイルドグルメリポート』（2020年3月19日発売、朝日新聞出版、ISBN 978-4022516749）番組プロデューサー兼ディレクター 上出遼平・著。購入者特典、完全未公開エピソード「地上の楽園 モルディブ・ゴミ島飯」限定配信[14]。
- 『ハイパーハードボイルドグルメリポート新視覚版』（秋田書店）上出遼平・原作、山本真太朗・作画。マンガクロス連載のコミカライズ[15]。
  1. 2023年3月8日発売[16]、ISBN 978-4-253-29253-5
  2. 2024年7月8日発売[17]、ISBN 978-4-253-29254-2